# Геосинхронна орбіта

Геостаціонарна орбіта

Геосинхронна орбіта — орбіта навколо Землі, для якої період обертання супутника дорівнює зоряному періоду обертання Землі — 23 год. 56 хв. 4,1 с.
Якщо така орбіта колова і лежить у площині земного екватора, то супутник в небі практично нерухомий, і в цьому випадку його орбіта називається геостаціонарною. Геостаціонарна орбіта пролягає на висоті 35 786 км.
Супутник на геосинхронній орбіті, нахиленій до екваторіальної площини Землі, протягом доби окреслює в небі вісімку.